# EMD GP15D

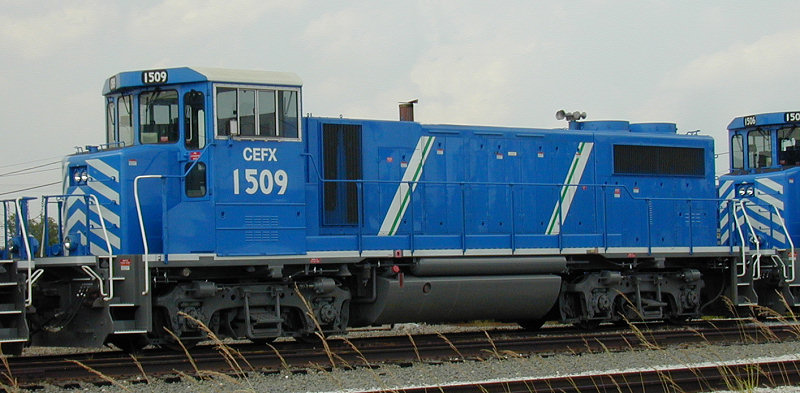
GP15D appartenant au loueur CEFX.

Le GP15D est une locomotive de manœuvre à quatre essieux construit par MotivePower et Electro-Motive Diesel (EMD). Il était fourni avec un moteur Caterpillar 3512 V12 (appelé 12-170B15-T2 par EMD) qui développe une puissance totale de 1500 chevaux (1 120 kW). Dix unités ont été fabriquées par EMD en juin 2000 puis 10 autres unités ont été fabriquées pour Amtrak par MotivePower en 2004. Le GP15D est une unité de capot avec des capots longs et courts abaissés basés sur les anciennes locomotives MP1500D de MotivePower. Les changements entre le MP1500D et le GP15D concernent principalement l'électronique de commande, ce qui les rend plus faciles à utiliser que l'ancien modèle. Bien que le GP15D ait été commercialisé en tant que locomotive de manœuvre, il a une vitesse maximale de 113 km/h, ce qui le rend également adapté aux tâches de manœuvre sur route. Le GP15D est également similaire en apparence au GP20D contemporain, sauf que les 20 unités GP15D produites à ce jour n'ont pas de freins dynamiques.